# Bălini, Rahău
Bălini (în ucraineană Білин, Bilîn) este o comună în raionul Rahău, regiunea Transcarpatia, Ucraina, formată numai din satul de reședință.

## Demografie
Componența lingvistică a comunei Bălini
     Ucraineană (99,37%)
     Alte limbi (0,63%)
Conform recensământului din 2001, majoritatea populației comunei Bălini era vorbitoare de ucraineană (99,37%), existând în minoritate și vorbitori de alte limbi.